# 民族正気
民族正気（みんぞくせいき、민족정기、ミンゾクチョンギ、ミンジョクジョンギ）ないし民族精気は、大韓民国のナショナリズム形成期に作られた熟語。
国立国語院の『標準国語大辞典（표준국어대사전）』にも収録されており、行政用語として使われるのみならず（독립유공자예우에 관한 법률、独立有功者礼遇に関する法律）、韓国近現代史で幾度となく登場してきたが、「정기（ジョンギ）」を表す漢字は「正気」と「精気」がいずれも用いられ、学問上でも深くは研究されてこなかった。
曖昧模糊とした概念であるが、キム・ジョンソンは「ある民族が固有の歴史と文化を営む中でもつようになった民族の原型的基質または精髄としての精神」とし、ファン・ソンヒは「古代以来、外部勢力の侵入や内部的混乱があるたびに、愛国的・抵抗的・闘争的民族の原動力として発揮」されたとした。黒田勝弘は、この概念が明確に定義されていないとした上で「韓国人にしか分からない独特の感情というべきか」と述べたが、これを踏まえて下川正晴は「韓国人にもよく分からない感情」であろうと推測している。
「正気」は東洋の社会で元々使われた言葉であるが、「民族」は近代になってから新たに作られた言葉である。キム・ジョンソンは民族および民族主義の概念が伝播され、「正気」に新たに「民族」を付けて作られた造語だと推測している。また、民族精神を意味するドイツ語の Volksgeist に着目したとするのが一般的な見方だと説明される。チャン・ユスンは、後述する作家・趙廷来（チョ・ジョンネ）の発言を批判する文脈で、これを大和魂への対抗論理で作った言葉に過ぎないと切って捨てた。
キム・ジョンソンは、「正気」という言葉を要約すれば、原初的エネルギーとしての気が、正ないし義に出会い「올바름을 지향하는 기（正しいことを目指す気）」から、「올바른 기（正しい気）」になったと説明する。また、これを様々な角度から見れば、「진심에서 우러나오는 바른 기운（真心から出てくる正しい気運）（正気）」、「호연지기（ホヨンジギ、浩然之気）」、「생명의 근원으로서의 혼 또는 얼（生命の根源としての魂）」、「타인을 위해 희생하는 의기（他人のために犠牲にする意気）（義気）」などの意味を見つけられるという。
ファン・ソンヒやキム・ジョンソンは、朴殷植の唱えた「国魂（국혼、ククホン）」、申采浩の「郎家思想（낭가사상、ナンガササン）」、文一平の「朝鮮心（조선심、チョソンシム）」、崔南善の「朝鮮精神（조선정신、チョソンジョンシン）」、鄭寅普の「朝鮮の魂（조선의 얼、チョソニ オル）」などの諸概念を、民族正気ないし民族精神を別の言葉で表現したものと見ている。キム・ジョンソンは、さらに、弘益人間梨花世界（홍익인간 이화세계、ホンイクインガン イファセゲ）、（花郎の）風流（풍류、フンリュ）も、ソンビ精神（선비 정신、ソンビ ジョンシン）まで、その意味が遡及して適用できるものと見ている。
小倉紀蔵は著書『韓国は一個の哲学である』で、韓国人にとって朝鮮半島は生きている完璧な生命体として認識されており、ここに流れる気のエッセンス、すなわち民族正気であるとした。続けて、民族正気は白頭山から放たれ智異山に流れ、日本の邪気を抑えるが、鉄芯を打ち、首都に「大日本」の形態を作り、京釜線を迂回させて気を切ったとする日帝断脈説は、このような認識に由来したものだとも述べた。

## 用例
「民族正気」という言葉が初めて文書上に登場したのは、1941年11月に大韓民国臨時政府が採択した『대한민국 건국강령（大韓民国建国綱領）』と考えられる。
独立後は、いわゆる親日派清算と反共を支える論理として動員され、朴正熙政権に入って大々的に唱えられるようになった。朴正熙は初の大統領就任の辞で「（...）5月革命で腐敗と不正を排撃し、民族正気を取り戻し、今日ここに力強い新たな共和国を建設するに至ったのです」と述べた。南山の安重根義士記念館には「민족정기의 전당（ミンジョクジョンギエ チョンダン、民族正気の殿堂）」という朴正熙の揮毫が刻まれた碑石がある。
1984年、韓国の山岳同好会「우리를 생각하는 모임（ウリルルセンガッカヌンモイム、我らを考える会）」や「오르내림산우회（オルナリムサンウヒ、登る山友会）」などで、鉄杭怪談に基づいて「民族正気抹殺のために」日本帝国が打ち込んだという鉄杭を抜いて独立記念館に寄贈する運動を開始した。
金泳三大統領（在任：1993年 - 1998年）は、就任式で「どの同盟国も民族よりも良いことはできない。どんな理念やどんな思想も民族よりも大きな幸せをもたらさない。」と宣言し、光復50周年に際して「民族正気回復」のため、全国的に大々的事業をおこなった（역사바로세우기、ヨクサバロセウキ、歴史の立て直し）。歴代大統領執務室の青瓦台旧本館（旧総督官邸）の撤去、（朝鮮総督府庁舎を使っていた）国立中央博物館の撤去、鉄杭除去、国民学校の初等学校への改称、臨時政府要人の遺骸の奉還、独立有功者の拡大、中国の臨時政府要庁舎の復元など、数多くの事業が民族正気回復の名の下でおこなわれた。
2001年には、民族正気を立てる国会議員の会が結成されて活動を始め、2002年2月28日に親日派708人名簿を発表するなど、親日派批判に取り組んだ。また、2004年には、日本の自由民主党による憲法改正草案の検討に関連して、「日本は二十一世紀に帝国主義の復活を夢見るのか」と題した声明を発表した。
文在寅大統領（在任：2017年 - 2022年）も、2019年2月26日、ソウル特別市の白凡記念館（金九記念館）で閣議を開き、「親日を清算し独立運動にしっかり礼を尽くすことが、民族の正気を正しく立て直し正義のある国に進む始まりだ」と述べ、同年3月1日の三・一運動を記念した演説では「民族正気の確立は国家の義務」などと述べるなど、しばしば「民族正（精）気」に言及した。
2020年、趙廷来（チョ・ジョンレ）は、「反民特委は、必ずや民族正気のために、歪曲された歴史を正すために、復活させなければなりません。（...）なので今、150万、60万という親日派を全部断罪しなければならないと思います。土着倭寇とされる日本へ留学に行ったら、無条件で親日派になってしまう。民族反逆者になる」と主張し、物議を醸した。